# Tricholomataceae
Tricholomataceae là một họ nấm trong bộ Agaricales.
Danh pháp khoa học của họ nấm này được lấy từ nguyên gốc tiếng Hy Lạp trichos (τριχος) có nghĩa là sợi lông và loma (λωμα) có nghĩa là đường viền, mặc dù không phải tất cả các loài trong họ đều có đặc điểm hình thái này.

### Tìm hiểu thêm
- Alexopolous CJ, et al. (2004). Introductory Mycology (4th ed.) Hoboken NJ: John Wiley and Sons. ISBN 0-471-52229-5
- Arnolds E. (1986).
- Bas C. (1990). Tricholomataceae R.Heim ex Pouz. In: Flora Agaricina Neerlandica 2:65. ISBN 90-6191-971-1
- Binder M, Larsson KH, Matheny PB & Hibbett DS (2010). Amylocorticiales ord. nov. and Jaapiales ord. nov.: Early diverging clades of Agaricomycetidae dominated by corticioid forms. Mycologia 102: 865–880. http://dx.doi.org/10.3852/09-288
- Kuo M. (2004).
- Matheny PB, Curtis JM, Hofstetter V, Aime MC, Moncalvo JM, Ge ZW, Slot JC, Ammirati JF, Baroni TJ, Bougher NL, Hughes KW, Lodge DJ, Kerrigan RW, Seidl MT, Aanen D, DeNitis M, Daniel GM, Desjardin,D.E., Kropp, B.R., Norvell, L.L., Parker, A., Vellinga EC, Vilgalys R. & Hibbet DS (2006). Major clades of Agaricales: Amultilocus phylogenetic overview. Mycologia 98: 982–995. http://dx.doi.org/10.3852/mycologia.98.6.982
- McNeill J, Redhead SA, Wiersema JH. (2006). Report of the General Committee: 9. Taxon 55(3):795–800.
- Redhead SA. (2003). (1571) Proposal to conserve the name Tricholomataceae nom. cons. against two additional names, Mycenaceae and Hygrophoraceae (Fungi). Taxon 52(1):135–136.
- Sánchez-García M, Matheny PB, Palfner G, Lodge DG. (2014) Deconstructing the Tricholomataceae (Agaricales) and introduction of the new genera Albomagister, Corneriella, Pogonoloma and Pseudotricholoma. Taxon 63(5): 993–1007.
- Young AM. (2002) Brief notes on the status of Family Hygrophoraceae Lotsy. Lưu trữ ngày 18 tháng 5 năm 2013 tại Wayback Machine Australasian Mycologist 21(3):114–116.